# Resolutie 1547 Veiligheidsraad Verenigde Naties
Resolutie 1547 van de Veiligheidsraad van de Verenigde Naties werd unaniem door de VN-Veiligheidsraad aangenomen op 11 juni 2004 en stemde in met het sturen van een voorhoedeteam naar Soedan.

## Achtergrond
Al in de jaren 1950 was zwarte zuiden van Soedan in opstand gekomen tegen het overheersende Arabische noorden. De vondst van aardolie in het zuiden maakte het conflict er enkel maar moeilijker op. In 2002 kwam er een staakt-het-vuren en werden afspraken gemaakt over de verdeling van de olie-inkomsten. Verschillende rebellengroepen waren hiermee niet tevreden en in 2003 ontstond het conflict in Darfur tussen deze rebellen en de door de regering gesteunde janjaweed-milities. Die
laatsten gingen over tot etnische zuiveringen en in de volgende jaren werden in Darfur grove mensenrechtenschendingen gepleegd waardoor miljoenen mensen op de vlucht sloegen.

## Inhoud

### Waarnemingen
Op 5 juni hadden Soedan en de rebellengroep SPLM/A een verklaring getekend waarin ze de 6 eerder afgesproken protocollen en hun toewijding aan het afronden van de onderhandelingen bevestigden.
De Veiligheidsraad veroordeelde al het geweld en de mensenrechtenschendingen en was bezorgd om de gevolgen van het conflict voor de bevolking. Beide partijen werden dan ook opgeroepen snel een vredesakkoord te sluiten.

### Handelingen
De Secretaris-Generaal stelde voor om gedurende 3 maanden een VN-voorhoedeteam (UNAMIS) naar Soedan te sturen als speciale politieke missie om de internationale waarnemingsmissie die in het Naivasha-Akkoord van 25 september 2003 was vooropgesteld voor te bereiden, alsook een vredesoperatie voor te bereiden die zou volgen na de ondertekening van een vredesakkoord.
Verder was er nood aan effectieve publieke informatie door middel van onder andere radio, televisie en kranten om het vredesproces en de rol van de VN te promoten.

## Verwante resoluties
- Resolutie 1556 Veiligheidsraad Verenigde Naties
- Resolutie 1564 Veiligheidsraad Verenigde Naties

Lijst ·  1522 ·  1523 ·  1524 ·  1525 ·  1526 ·  1527 ·  1528 ·  1529 ·  1530 ·  1531 ·  1532 ·  1533 ·  1534 ·  1535 ·  1536 ·  1537 ·  1538 ·  1539 ·  1540 ·  1541 ·  1542 ·  1543 ·  1544 ·  1545 ·  1546 ·  1547 ·  1548 ·  1549 ·  1550 ·  1551 ·  1552 ·  1553 ·  1554 ·  1555 ·  1556 ·  1557 ·  1558 ·  1559 ·  1560 ·  1561 ·  1562 ·  1563 ·  1564 ·  1565 ·  1566 ·  1567 ·  1568 ·  1569 ·  1570 ·  1571 ·  1572 ·  1573 ·  1574 ·  1575 ·  1576 ·  1577 ·  1578 ·  1579 ·  1580